# Vecchio amore
Vecchio amore è una raccolta di racconti di Isaac Bashevis Singer, pubblicata da Longanesi nel 1980, con la traduzione di Mario Biondi. Corrisponde alla raccolta in lingua inglese Old Love, pubblicata da Farrar Straus & Giroux nel 1979. In originale i racconti erano apparsi in lingua yiddish.

## Titoli della raccolta
1. Una serata in Brasile (One Night in Brazil [trad. Joseph Singer])
2. Yochna e Shmelke (Yochna and Schmelke [trad. Joseph Singer])
3. Due (Two [trad. Joseph Singer], presente anche in Racconti)
4. Il viaggio paranormale (The Psychic Journey [trad. Joseph Singer], presente anche in Racconti nella trad. di Anna Ravano con il titolo Il viaggio medianico)
5. Elka e Meir (Elka and Meier [trad. Joseph Singer], anche in Racconti)
6. Una festa a Miami Beach (A Party in Miami Beach [trad. Joseph Singer])
7. Due matrimoni e un divorzio (Two Weddings and One Divorce [trad. Joseph Singer e Alma Singer])
8. Una gabbia per Satana (A Cage for Satan [trad. Joseph Singer], anche in Racconti)
9. Fratello scarafaggio (Brother Beetle [trad. dell'autore con Elizabeth Shub], anche in La giovenca malata di nostalgia e in Racconti)
10. Il ragazzo sa la verità (The Boy Knows the Truth [trad. dell'autore])
11. Le coincidenze non esistono (There Are No Coincidences [trad. dell'autore])
12. Non di shabbath (Not for the Sabbath [trad. dell'autore], anche in Racconti con il titolo Da non raccontare di sabato)
13. La cassetta di sicurezza (The Safe Deposit [trad. dell'autore], anche in Racconti)
14. Il traditore di Israele (The Betrayer of Israel [trad. dell'autore], anche in La giovenca malata di nostalgia e in Racconti nella trad. di Anna Ravano)
15. Tanhum (Tanhum [trad. dell'autore])
16. Il manoscritto (The Manuscript [trad. dell'autore], anche La giovenca malata di nostalgia e in Racconti)
17. La potenza delle tenebre (The Power of Darkness [trad. Joseph Singer], anche in La giovenca malata di nostalgia e in Racconti nella trad. di Anna Ravano)
18. Il pullman (The Bus [trad. Joseph Singer], anche in La giovenca malata di nostalgia e in Racconti)

## Edizioni italiane
- trad. dall'inglese di Mario Biondi, Longanesi (collana "La gaja scienza" n. 18), Milano, 1980
- stessa trad. in ed. economica, TEA (coll. "TEAdue" n. 1207), Milano, 2004 ISBN 88-502-0718-2